# Соломон Аш
Соломон Елиот Аш (енгл. Solomon Asch; 14. септембар 1907 — 20. фебруар 1996) био је пољско−амерички гешталтиста, психолог и пионир социјалне психологије. Он је створио значајне радове у формирању утисака, престижном сугестији, усклађености и многим другим темама у социјалној психологији. Његов рад прати заједничку тему гешталт психологије да целина није само већа од збира њених делова, већ природа целине у основи мења делове. Аш је изјавио: „Већина друштвених чинова мора бити схваћена у њиховом окружењу и губи значење ако је изолована. Ниједна грешка у размишљању о друштвеним чињеницама није озбиљнија од неуспеха да се види њихово место и функција" (Аш, 1952, стр. 61). Он је најпознатији по својим експериментима конформизма, у којима је демонстрирао утицај групног притиска на мишљења. Истраживање Прегледа опште психологије, објављено 2002. године, сврстало је Аша као 41. најпожељнијег психолога 20. века.

## Детињство и младост
Аш је рођен у Варшави, Пољска, 14. септембра 1907. у пољско-јеврејској породици. Одрастао је у малом граду Лович у централној Пољској.
1920. године Аш је емигрирао са 13 година, са породицом, у САД. Живели су на Доњој источној страни Њујорка, густој области многих јеврејских, италијанских и ирских имиграната.

## Образовање
Аш је био стидљив када се преселио у Сједињене Државе и није говорио течно енглески језик због тога што је одрастао у Пољској. Отишао је у јавну школу, П.С. 147, да похађа 6. разред. Као резултат језичке баријере, Аш је имао веома тешко разумевање на часу. Учио је енглески читајући Чарлса Дикенса. Аш је касније похађао врло селективну средњу школу. По завршетку средње школе похађао је Градски колеџ у Њујорку, смер књижевност и науку. Постао је заинтересован за психологију на крају своје дипломске каријере након што је прочитао рад Вилијама Џејмса и неколико филозофа.
Аш је наставио са дипломским степеном на Универзитету Колумбија. У почетку је био заинтересован за антропологију, а не за социјалну психологију. Уз помоћ Гарднера Марфија, Лоис Марфи, Франца Боаса и Рута Бенедикта, добио је летњу стипендију и истражио како деца постају чланови њихове културе. Његова магистарска теза била је статистичка анализа резултата 200 тестова. Аш је магистрирао 1930. Његова докторска дисертација је испитивала да ли све криве учења имају исти облик; Х. Е. Гарет му је доделио тему. Докторирао је 1932.
Аш је био изложен Гешталт психологији преко Гарднера Марфија, тада младог професора на Колумбији. Постао је много више заинтересован за гешталт психологију након сусрета и блиске сарадње са својим саветником на Колумбији, Макс Вертхајмер-ом, једним од оснивача гешталт психологије. Аш је касније постао близак пријатељ са Вертхајмер-ом.

## Породични живот
Аш је упознао Флоренс Милер у библиотеци у Њујорку. Оженио ју је 1930. године. Њихова веза је описана као „лака, доброћудна" (Рок, стр. 5). Аш је остао у браку са њом целог свог живота. Имали су једног сина, Петра, 1937. Петар Аш је постао професор економије на Универзитету Рутгерс, оженио се и имао два сина, Ерика и Давида. Петар је умро од срчане инсуфицијенције у 52. години живота (пре оба родитеља и његове жене).

## Каријера
Аш је започео каријеру на Колеџу у Бруклину. 1947. године прелази на Колеџ у Свортмору, где остаје 19 година (1947–1966). Свортмор је био главни центар за ученике гешталт психологије у то време у Сједињеним Државама. Волфганг Келер, немачки имигрант и Ханс Волак су у то време били и чланови факултета.
1966. године Аш је отишао да оснује Институт за когнитивне студије на Универзитету Рутгерс (1966–1972). 1972. године Аш се преселио на Универзитет Пенсилваније. Предавао је тамо као професор психологије док се није пензионисао 1979. године, и био је емеритус до 1996. Аш је такође имао посете на Харварду и МИТ-у.

### Формирање утиска
Аш је био заинтересован за то како људи формирају утиске других људи. Био је заинтересован како смо у стању да лако формирамо утиске о људима иако имамо тако сложене структуре. Посебно га је занимало како су успостављени утисци других људи и да ли постоје неки принципи који регулишу ове утиске. Аш је закључио да је „познавање особе да има одређену структуру". Он је својим експериментима показао да формирање утиска има следеће елементе:
1. организован је процес
2. карактеристике се перципирају другачије у односу на друге карактеристике
3. откривају се централне особине које узрокују разлику између њих и периферних особина
4. поштују се односи хармоније и контрадикције

Аш је спровео многе експерименте у којима је тражио од учесника да створе утисак о хипотетичкој особи на основу неколико карактеристика за које се каже да им припадају.

#### Централне карактеристике формирања утиска
У једном експерименту, две групе, А и Б, биле су изложене листи тачно истих карактеристика осим једне, хладне и топле. Листа карактеристика датих свакој групи је наведена у наставку:
Група А: интелигентна-вешта-марљива-топла-практична-опрезна
Група Б: интелигентна-вешта-марљива-хладна-одлучна-практична-опрезна
Једној групи људи речено је да је особа топла, а другој групи људи речено је да је особа „хладна". Од учесника је затражено да напишу кратак опис утиска који су створили након што су чули ове карактеристике. Експериментатори су такође направили контролну листу која се састојала од пара супротних особина, као што су великодушни / неподобни, лукави / мудри итд. Ове речи су се односиле на прву листу карактеристика које су чули. Од учесника је тражено да наведу која од ових особина се подудара са хипотетичком особом која им је управо описана.
Аш је установио да су на основу ове карактеристике на листи пронађени веома различити утисци. Генерално, „А" утисци су били много позитивнији од „Б" утисака. На основу резултата писаних описа хипотетичке особе, чинило се да се значење других карактеристика на листи мења, у односу на то да ли је хипотетичка особа описана као „топла" или „хладна" особа.
Ова реч није променила све квалитете. Речи као што су „поштени", „јаки", „озбиљни" и „поуздани" нису били погођени. Показало се да су речи „топло" и „хладно" од већег значаја за формирање утисака учесника од других карактеристика. Сматрало се да су они основни за разумевање особе, док се друге карактеристике сматрају секундарним. Дакле, ако је друга карактеристика у овој листи промењена између два субјекта, као што је манипулисање речима „уљудно" и „тупо", уместо речи „топла" и „хладна", то не би утицало на утисак особе као и „топло" и „хладно". Аш је назвао „топлим" и „хладним" „централним" карактеристикама, и „пристојним" и „тупим" периферним карактеристикама.

#### Остали ефекти на формирање утиска
У другом експерименту, Аш је открио да је редослед којим је представио особине хипотетичке особе драстично утицао на утисак који су формирали учесници. На пример, учесници су прочитали једну од следећих листа:
А. интелигентан-марљив-импулсиван-критичан-тврдоглав-завидан
Б. завидан-тврдоглав-критичан-импулсиван-марљив-интелигентан.
Серија А почиње са пожељним квалитетима и завршава се нежељеним квалитетима, док је за Серију Б. супротно. Као резултат ове мале разлике, људи перципирају особу А као особу која је „способна особа која поседује одређене недостатке који не чине, међутим, засенио његове заслуге “. Али, људи перципирају особу Б као „проблем, чије способности ометају његове озбиљне потешкоће". Значење других речи у овој листи такође се мења у већини предмета између листе А и листе Б. Речи као што су „импулсивни" и „критични" попримају позитивно значење са А, али негативно значење са Б.

#### Сличност и разлика утиска
У другом централном експерименту, Аш је учесницима представио четири групе карактеристика. Сваки учесник је био изложен групи речи која је наведена испод:
Комплет 1: Брз, вешт, користан
Комплет 2: Брз, неспретан, користан
Комплет 3: Спор, вешт, користан
Комплет 4: Спор, неспретан, користан
Обратите пажњу да је само једна карактеристика, „користан", иста у сва четири комплета. Учесницима је постављено питање:
1. који од остала три комплета највише подсећају на комплет 1 и
2. који други комплет највише подсећа на комплет 2.

У 87 процената случајева, комплет 1 је највише сличан комплету 3. У само 13 процената од случајева, људи су пријавили да је комплет 1 сличан комплету 2. Такође, за комплет 2 се говорило да личи комплету 4 у 85 процената случајева и само 9 процената случајева је речено да је сличан комплету 1 био је најближи.
Међутим, има више „идентичних елемената" у комплету 1 и 2 и у комплету 3 и 4. Обратите пажњу да су две од три речи исте у комплету 1 и 2 и у комплету 3 и 4. Сличност у комплетима не може бити на основу броја дељених елемената у комплету. Учесници су такође изјавили да је реч „брзи" за комплет 1 најсличнији значењу „споро" од комплетат 3. Слично томе, „брзо" од комплета 2 је перципирано као најсличније у смислу „спорог" комплета 4.
На основу овог експеримента, Аш је дошао до следећих закључака:
1. Смена значења карактеристике се мења на основу промене у „окружењу" у којем се налази. Дакле, значење речи „брза" и „спора" промена засновано је на томе које друге речи је представљено или повезано са стварним животом. Значење речи „брзи" у групи 1 више је повезано са „једним сигурношћу, глаткоћом кретања", док је у комплету 2 реч повезана са „присилном брзином, у настојању да буде корисна". У свакодневном животу перципирамо брзу, вешту особу да се јако разликује од брзе, неспретне особе. Међутим, ми доживљавамо некога ко је „брз и вешт" и „спор и вешт" као сличан и делимо исти квалитет да буде више стручњак.
2. Промена значења карактеристике одређена је њеним односом према другим карактеристикама. „Комплет 1 је брз јер је вешт; Комплет 2 је неспретан јер је брз"

„У Комплет 3 спорост указује на бригу, поноси се добро обављеним радом. Спорост у Комплет 4 указује на спорост, лошу координацију мотора, одређену физичку ретардацију" Ми опажамо наш укупни утисак интеграцијом односа различитих квалитета особе. Дакле, ми формирамо веома различите утиске када се један од ових квалитета разликује.
1. „Динамичке последице схватају се у интеракцији квалитета" (Аш, стр. 280). Учесници су сматрали да су „брзи" и „спретни" и „спори" и „вешти" као карактеристике које сарађују, али мисле да су „брзе" и „неспретне" карактеристике које се међусобно поништавају.

### Значај предлога
Као резултат Другог светског рата 1940-их, Аш и други социјални психолози су били заинтересовани за пропаганду. Питали су се: Како ћете навести људе да верују у оно што желите да верују? Како ћете навести људе да верују да би требало да се жртвују за ратне напоре?
У свакодневном животу, психолози су приметили да су људи уверени у поруке другачије засноване на идентитету аутора. Чинило се да што је аутор/говорник више угледан, вероватније је да ће им особа веровати. Многи социјални психолози пре Аша проучавали су овај феномен. Међутим, Аш се није сложио са многим од њих и критикoвао је њихова тумачења. Његов главни закључак је био да промена у процени захтева промену у садржају и значењу одговора као резултат промене контекста. Према томе, значење поруке се различито тумачи у зависности од тога ко је аутор поруке. Он сугерише да учесници не слeпо прихватају поруку засновану на аутору, већ да дају смисао цитату на основу аутора.
Аш је довео у питање садашњу теорију за психолошки процес у позадини утицаја групних сила на формирање и промену мишљења и ставова. Критикује експериментални приступ многих различитих психолога, укључујући Зилига, Мура, Марпла, Торндајка, Шерифа и Лоргеа, у својим истраживањима о промени евалуације. Истраживање Лорге-а и Шериф-а о ефектима „значаја" на оцену изјава детаљно је истражено у једном од Ашових чланака.
Исти основни поступак користили су сви горе поменути психолози. Учесник пресуђује о неком одређеном питању. Касније, они поново оцењују исти проблем, али са информацијама о томе како су одређене групе или престижни људи оценили исти проблем. Ако субјект промени своју пресуду у истом смеру као и процене ових група људи или престижних људи, онда се то сматра степеном утицаја који су они извршили на пресуду учесника.

#### Лорге критикује
Лоргеов главни закључак је био да „значај" може да промени оцену изјава о озбиљним политичким и економским питањима.
У свом експерименту, испитаници су оценили комплет од 50 цитата на скали од 5 тачака „споразума" или „неслагања" са изјавом. Након цитата уследила су имена два јавна народа. Испитаници су обавештени да је једно од имена аутор истинског извора и да је затражено да одаберу правог аутора. Након отприлике месец дана, испитаници су поново оценили исти цитат, али је истински аутор само наведен испод цитата. Испитаници су такође раније рангирали своје „поштовање политичких мишљења сваког од ових појединаца". Ово је коришћено као мерило значаја. Лорге је установио да су учесници исту изјаву оценили другачије када је упућен другом аутору. Конкретније, оцена изјаве је расла када се односила на „значајнијег" аутора.
Један од Лоргеових главних закључака је да „непромењени предмет процене пролази кроз промену процене". Стога се значај аутора доживљава као да произвољно делује на изјаву без обзира на садржај или заслугу изјаве. Учесници једноставно виде изјаву као да има већу вредност када аутор има већи углед.
Аш, међутим, реинтерпретира Лоргеове налазе и сугерише да је дошло до „промене у објекту процене, а не у процени предмета" (Аш, 1940). Он предлаже да особа редефинише предмет процене на основу садржаја евалуација. Према томе, особа ће базирати значење цитата у контексту онога што он/она верује да је истинито у односу на особу која је рекла цитат, што је резултирало различитим значењима изјава које се темеље на аутору.
Као доказ својих тврдњи, Аш је спровео експеримент у којем студенти колеџа читају изјаве са именом једног аутора испод сваке изјаве. Њима је задато да опишу шта им је изјава значила. Две групе студената читају исте изјаве, али са различитим ауторима. Главни закључак је био да је постојала „когнитивна реорганизација" изјаве на основу онога што је схваћено о аутору изјаве. Учесници су осетили да се значење цитата разликује у зависности од тога ко је написао изјаву.
На пример, следећи цитат је представљен обема групама испитаника: „Само вољно слепи не могу видети да је стари стилски капитализам примитивног периода заувек нестао, а максимални профит за минимални промет, који је одбијао колективно преговарање и борио се против оправдане јавне регулације конкурентног процеса, је ствар прошлости." Када су учесници мислили да је Бридгес (познати вођа синдиката) аутор, они су протумачили пасус као „израз остварења рада пред лицем опозиције из капитала и садржавали су одлучност да одбране те добитке од напада". Међутим, када је аутор аутор Џонсон(тадашњи председник Привредне коморе САД), тумачили су да је пасус „перспектива политике у интересу бизниса, посебно" просветљеног „бизниса". Аш је спровео веома сличну и класичну студију са учесницима који су читали тврдње које су приписане Џеферсону или Лењину.
Једна од главних тачака које Аш каже је да учесници нису потпуно слепи у експерименту и да праве произвољне изборе на основу ове пристрасности. Тврди да су се учесници понашали разумно у својој промени оцене пресуде, јер се контекст пресуде, а тиме и значење пресуде, променио. Лорге је, међутим, сугерисао да би, ако се учесници понашају логично, њихове процене требало би да остану исте упркос промени аутора.

#### Шериф критикује
Музафер Шериф је спровео експеримент, веома сличан Лоргеу, у којем је истраживао како престиж утиче на процену књижевних материјала. Од студената се тражило да рангирају скуп прозних пасуса према њиховом књижевном квалитету. Сваки пасус је укључивао и име познатог аутора. Међутим, све одломке је заправо написао исти аутор. Учесници су раније рангирали ауторе у смислу њиховог књижевног статуса. Шериф је открио да су пасусе које су идентификоване са високо цењеним ауторима добиле виши ранг.
Аш је предложио да се Шерифовим резултатима може у великој мери утицати из окружења лабораторијског експеримента. Пошто је експеримент осмишљен тако да сваки од њих има врло мало разлика између њих, учесници су били суочени са дилемом када су замољени да их разликују. Експериментатор и други суседни учесници могу се чинити да нађу задатак очигледним, тако да учесник присуствује свим траговима који би му могли помоћи да донесе одлуку. У страху да ће изгледати смешно, учесник би сада могао приступити задатку као: „Која од ових се очекује да ми се свиђа и која ми се не свиђа?" Уз једину информацију која се разликује од аутора, учесник може доносити закључке о цитатима који се заснивају на овој једној информацији која варира.

### Ашов експеримент
Аш је најпознатији по својим експериментима у вези са усклађеношћу. Његов главни закључак је био да притисак вршњака може да промени мишљење, па чак и перцепцију.
Аш је питао: 1) У којој мери друштвене снаге мењају мишљење људи? 2) Који је аспект утицаја групе најважнији - величина већине или једногласност мишљења?
Ашов експеримент усаглашености спроведен је уз помоћ 123 учесника мушког пола, којима је речено да ће бити део експеримента у визуелној процени. Сваки предмет је стављен у групу од 5 до 7 конфедерата (људи који су знали истините циљеве експеримента, али су уведени као учесници наивног „правог" учесника). Групи је приказана картица са линијом на њој, а затим је друга карта са три реда означена са а, б и ц. Затим је од учесника затражено да кажу која линија одговара дужини линије на првој картици. Свако питање је названо „суђење". „Прави" учесник је одговорио последњи или на крају. За прва два суђења, субјект би се осећао опуштено у експерименту, јер су он и остали „учесници" дали очигледан, тачан одговор. Међутим, након четвртог суђења, сви конфедерати су одговорили јасним погрешним одговором у одређеним тачкама тако да су у 12 од 18 суђења сви дали погрешан одговор. 12 суђења у којима су конфедерати погрешно одговорили су „критична суђења". Учесник би стога могао или игнорисати већину и кренути са својим чулима или би могао ићи уз већину и игнорисати очигледну чињеницу. Циљ је био да се види да ли би прави учесник променио свој одговор и одговорио на исти начин као и конфедерати или се држи онога што су му очи јасно рекле.
Аш је открио да око 1/4 свих испитаника успешно подноси овај облик друштвеног притиска, 1/20 потпуно подлеже, док остатак одговара очигледно погрешном мишљењу већине само у неким експерименталним круговима. Аш је предложио да је ова процедура створила сумњу у уму учесника о наизглед очигледном одговору. Учесници су изјавили да је исправна, али одбијена линија била готово али не сасвим једнака стандардној линији. Аш је такође установио да је ефективност групног притиска значајно повећана са 1 особе на 3 особе које су једногласно реаговале погрешно. Међутим, након тога није било много пораста. Такође је утврдио да када је један конфедер исправно одговорио, моћ већине да утиче на предмет значајно се смањила.
Аш је рекао својим колегама да су његове студије о усклађености информисане о његовим искуствима из детињства у Пољској. Сетио се да је имао седам година и да је остао на својој првој Пасхалној ноћи. Сећа се да је видeо да је бака сипала додатну чашу вина. Када је питао за кога је чаша вина, рекла је да је то за пророка Илију. Затим ју је питао да ли ће Илија заиста попити гутљај из чаше и његов ујак га је уверио да хоће. Његов ујак му је рекао да пажљиво гледа када дође време. „Испуњен осећајем сугестије и очекивања" Аш „је мислио да је видeо ниво вина у чаши само мало". Тако, рано у животу, Аш је подлегао друштвеном притиску, искуству које га је навело да истражи усклађеност касније у животу.

### Други посао

#### Метафоре
Аш је погледао метафоре на различитим језицима, као што је старозаветни хебрејски, хомерски грчки, кинески, тајландски, малајски и хауса. Открио је да постоји слично значење за сензорни термин, као што је „хладно" на енглеском и одговарајућа особина личности. Закључио је да метафоре, а тиме и језик, одражавају покушај особе да схвати истинске особине особе или објекта.

#### Јединствена и неорганизована удружења
Аш је показао да ће једноставна својства ући у асоцијације много лакше када су део исте јединице него када су из различитих јединица.

## Значајни утицаји
Аш је био саветник Станлиа Милграма на Универзитету Принстон, а Милграм је завршио своју дисертацију о националним разликама у складу са Аш-ом. Аш је, такође, у великој мери утицао на теорију многих других социјалних психолога, као што је Харолд Кели.

## Наслеђе
Према Левину (1999), Ашово истраживање довело је до четири критичне идеје које и даље постоје у истраживању друштвеног утицаја. Прво, Аш је веровао да социјална интеракција одражава способност појединих људи да синтетишу информације о групним нормама, ставовима других и сопственим перцепцијама себе као чланова групе. Ова тачка гледишта се манифестовала у најмање две важне теорије (теорија социјалног идентитета и теорија самокатегоризације), и била је извор инспирације за рад многих социјалних психолога.
Друго, Аш је нагласио да је независна мисао и неслагање међу члановима групе камен темељац функционисања групе. Он је веровао да једино решавањем наших разлика са другим члановима групе можемо да схватимо недостатке сопствених веровања (Левине, 1999). Овај појам је прихваћен од стране друштвених научника попут Московициа, који је следио ово образложење као основу за своју теорију мањинског утицаја у групним ситуацијама, те је такође укључен у социо-когнитивну теорију сукоба.
Аш је такође веровао да однос између усаглашености и неусаглашености није био тако једноставан као што је онај који је супротан другом. Ово је била Аш-ова трећа утицајна идеја и он је сугерисао да се конформизам и отпор могу објаснити њиховим јединственим социјалним психолошким процесима. Усклађеност, на пример, може бити функција тога колико је особа свесна да су под утицајем групе (искривљавање перцепције), ступањ у којем особа верује да је групни консензус исправан (искривљење пресуде), и како лоша особа жели да буде прихваћена од стране групе (искривљење акције). Мада ови тачни термини нису директно пренесени у литературу, истраживачи попут Московициа и Неметха усвојили су перспективу да су утицај већине и мањина модерирани вишеструким процесима (Левине, 1999).
На крају, Аш је сугерисао да утицај групе може да промени начин на који људи доживљавају стимулусе (види Аш, 1940 за пример). Ово је најзанимљивија од Ашових главних идеја, великим делом зато што није често цитирана (Левине, 1999), али је не мање важна јер говори о моћи групног утицаја.
1980-их Аш је био разочаран и забринут због правца социјалне психологије. Он је написао: „Зашто осећам, заједно са тренутном експанзијом, смањење визије, ширење површине, а не дубину, неуспех маште? Зашто социјална психологија није узбудљивија, људска у већини случајева уобичајени смисао тог термина? Да сумирамо, да ли је ова дисциплина можда на погрешном путу?". Аш је био забринут да социјални психолози не постављају дубља питања која би помогла да се промени и побољша свет.

## Награде
- 1941 — Стипендија Гугенхајм (такође 1943)
- 1967 — Награда Америчког психолошког удружења за значајне научне доприносе психологији
- 1989 — Стипендија Вилијам Џејмс

## Крај живота
Аш је умро у 88. години 20. фебруара 1996. у свом дому у Хајверфорду, Пенсилванија.